# Fall to Ascend
Fall to Ascend è un singolo del gruppo musicale statunitense Sons of Apollo, pubblicato il 13 dicembre 2019 come secondo estratto dal secondo album in studio MMXX.

## Descrizione
Sesta traccia dell'album, il brano presenta da sonorità cupe rispetto al passato, caratterizzate nelle strofe da un cantato «profondo e meditabondo» di Jeff Scott Soto e un riff sostenuto di basso e batteria e continui assoli di chitarra e tastiera nella sezione centrale.

## Video musicale
Il video, pubblicato nel medesimo giorno del singolo, è stato diretto da Christian Rios e mostra i componenti del gruppo eseguire il brano in un ambiente buio.

## Tracce
Testi di Jeff Scott Soto, musiche di Derek Sherinian, Ron Thal e Mike Portnoy.
1. Fall to Ascend – 5:06

## Formazione
Gruppo
- Mike Portnoy – batteria, percussioni, voce, arrangiamento
- Derek Sherinian – tastiera, arrangiamento
- Ron "Bumblefoot" Thal – chitarra, voce, arrangiamento
- Jeff Scott Soto – voce
- Billy Sheehan – basso

Produzione
- The Del Fuvio Brothers: Derek Sherinian, Mike Portnoy – produzione
- Jay Ruston – missaggio, mastering
- John Douglass – assistenza al missaggio
- Maor Applebaum – mastering
- Jerry Guidroz – ingegneria della batteria
- Greg Foeller – assistenza tecnica
- Thomas Cucé – ingegneria del suono aggiuntiva, pre-produzione
- Andy Freeman – ingegneria del suono aggiuntiva